# Devotion (album de Jessie Ware)
Pour les articles homonymes, voir Devotion (album).
Albums de Jessie Ware
Tough Love
(2014)
Singles
1. Running
Sortie : 24 février 2012
2. 110%
Sortie : 13 avril 2012
3. Wildest Moments
Sortie : 29 juin 2012
4. Night Light
Sortie : 25 septembre 2012
5. Sweet Talk
Sortie : 21 janvier 2013
6. Imagine It Was Us
Sortie : 12 avril 2013

Devotion est le nom du premier album de la chanteuse britannique Jessie Ware, sorti le 20 août 2012 sur les labels PMR, Island et Interscope.

## Liste des pistes

### Version internationale
| 1.  | Devotion         | Jessie Ware, Dave Okumu             | Okumu                     | 3:24 |
| 2.  | Wildest Moments  | Ware, Tom Hull                      | Kid Harpoon, Okumu        | 3:42 |
| 3.  | Running          | Ware, Julio Bashmore, Brey Baptista | Okumu, Bashmore           | 4:28 |
| 4.  | Still Love Me    | Ware, Okumu                         | Okumu                     | 3:56 |
| 5.  | No to Love       | Okumu                               | Okumu                     | 3:33 |
| 6.  | Night Light      | Ware, Hull, Okumu                   | Okumu, Kid Harpoon (add.) | 4:13 |
| 7.  | Swan Song        | Ware, Okumu                         | Okumu                     | 3:43 |
| 8.  | Sweet Talk       | Ware, Bashmore, Laura Dockrill      | Okumu, Bashmore           | 3:37 |
| 9.  | 110%             | Ware, Bashmore                      | Bashmore                  | 3:27 |
| 10. | Taking in Water  | Ware, Hull                          | Okumu, Kid Harpoon        | 4:27 |
| 11. | Something Inside | Ware, Will Archer, Dockrill         | Okumu                     | 3:34 |

| 1. | Strangest Feeling                    | 3:41 |
| 2. | What You Won't Do for Love           | 4:04 |
| 3. | Wildest Moments (Acoustic Version)   | 3:37 |
| 4. | Running (Acoustic Version)           | 3:56 |
| 5. | Running (Live from Polish Radio)     |      |
| 6. | Night Light (Live from Polish Radio) |      |
| 7. | Running (Disclosure Remix)           | 5:17 |

| 12. | Imagine It Was Us                              | Ware, Bashmore, Baptista, Dave Corney, James Napier | Bashmore           | 3:24 |
| 13. | Valentine (Jessie Ware et Sampha)              | Ware, Sisay, Tic                                    | Sampha             | 2:08 |
| 14. | Wildest Moments (Remix) (featuring A$AP Rocky) | Ware, Rakim Mayers, Hull                            | Kid Harpoon, Okumu | 4:07 |
| 15. | Running (Disclosure Remix)                     | Ware, Bashmore, Baptista                            | Disclosure         | 5:17 |

| 16. | Strangest Feeling                    | Ware, Sisay, Hassan Hamandi, Okumu | 3:41 |
| 17. | What You Won't Do for Love           | Bobby Caldwell, Alfons Kettner     | 4:04 |
| 18. | Wildest Moments (version acoustique) | Ware, Hull                         | 3:37 |
| 19. | Running (version acoustique)         | Ware, Bashmore, Baptista           | 3:56 |

### Version américaine
| No  | Titre                                          | Auteur                                             | Producteur(s)             | Durée |
| --- | ---------------------------------------------- | -------------------------------------------------- | ------------------------- | ----- |
| 1.  | Devotion                                       | Jessie Ware, Dave Okumu                            | Okumu                     | 3:24  |
| 2.  | Wildest Moments                                | Ware, Tom Hull                                     | Kid Harpoon               | 3:42  |
| 3.  | Running                                        | Ware, Julio Bashmore, Brey Baptista                | Okumu, Bashmore           | 4:28  |
| 4.  | Still Love Me                                  | Ware, Okumu                                        | Okumu                     | 3:56  |
| 5.  | No to Love                                     | Okumu                                              | Okumu                     | 3:33  |
| 6.  | Night Light                                    | Ware, Hull, Okumu                                  | Okumu, Kid Harpoon (add.) | 4:13  |
| 7.  | Swan Song                                      | Ware, Okumu                                        | Okumu                     | 3:43  |
| 8.  | Sweet Talk                                     | Ware, Bashmore, Laura Dockrill                     | Okumu, Bashmore           | 3:37  |
| 9.  | If You're Never Gonna Move                     | Ware, Bashmore                                     | Bashmore                  | 3:27  |
| 10. | Taking in Water                                | Ware, Hull                                         | Okumu, Kid Harpoon        | 4:27  |
| 11. | Something Inside                               | Ware, Will Archer, Dockrill                        | Okumu                     | 3:34  |
| 12. | Imagine It Was Us                              | Ware, Bashmore, Baptista Dave Corney, James Napier | Bashmore                  | 3:24  |
| 13. | Wildest Moments (Remix) (featuring A$AP Rocky) | Ware, Rakim Mayers, Hull                           | Kid Harpoon               | 4:07  |

| 14. | Wildest Moments (Live at The Cherrytree House) | Ware, Hull | 3:21 |

| 14. | What You Won't Do for Love (Live at The Cherrytree House) | Bobby Caldwell, Alfons Kettner | 3:08 |

## Crédits
Crédits de Devotion depuis Barnes & Noble.
Musiciens
- Jessie Ware - Artiste principale, chant
- Robin Mullarkey - Violoncelle
- Kid Harpoon - Guitare, percussions, clavier
- Lexxx - Synthesizer bass
- Dave Okumu - Synthétiseur, basse, guitare, piano, batterie, clavier, chœur, rap, claquement de doigts
- Leo Taylor - Batterie
- Anup Paul - Basse, guitare
- Robin McUllarkey - Violoncelle
- Dornik Leigh - Chœur

Techniciens
- Stuart Hawkes - Mastering
- Lewis Hopkin - Mastering
- Robin Mullarkey - Programming, production
- Kid Harpoon - Compositeur, programming, producteur, ingénieur
- David Corney - Compositeur
- David Emery - Pro-Tools
- Dave Okumu - Compositeur, programming, producteur, ingénieur, arrangement du violoncelle
- Julio Bashmore - Compositeur, programming, producteur, ingénieur
- James Napier - Compositeur
- Jessie Ware - Compositeur
- Velour - Producteur
- Nigel Glasgow - Ingénieur
- Breyner Baptista - Compositeur
- Brendon Harding - Ingénieur
- Laura Dockrill - Compositeur
- Will Archer - Compositeur, ingénieur
- Dan Vinci - Ingénieur
- Rakim Mayers - Compositeur

## Classements
| Classement (2012–13)          | Meilleure position |
| ----------------------------- | ------------------ |
| Belgique (Ultratop, Flandre)  | 8                  |
| Belgique (Ultratop, Wallonie) | 86                 |
| Croatie                       | 12                 |
| Danemark (IFPI)               | 38                 |
| Irlande (Albums chart)        | 74                 |
| Norvège (VG-lista)            | 22                 |
| Pologne (Polish Music Charts) | 13                 |
| Écosse (Albums Chart)         | 20                 |
| Suisse (Albums Chart)         | 59                 |
| Royaume-Uni (Albums Chart)    | 5                  |
| États-Unis (Billboard 200)    | 79                 |

| Classement (2012)            | Position |
| ---------------------------- | -------- |
| Belgique (Ultratop, Flandre) | 93       |

## Certifications
| Pays        | Organisme | Certification | Exemplaires vendus |
| ----------- | --------- | ------------- | ------------------ |
| Pologne     | ZPAV      | Platine       | 20 000             |
| Royaume-Uni | BPI       | Or            | 100 000            |

## Historique des sorties
| Pays        | Date          | Label                                  | Format(s)                      | Édition                    |
| ----------- | ------------- | -------------------------------------- | ------------------------------ | -------------------------- |
| Royaume-Uni | 20 août 2012  | PMR, Island Records                    | CD, LP, téléchargement digital | Standard                   |
| Royaume-Uni | 15 avril 2013 | PMR, Island Records                    | CD, LP, téléchargement digital | Devotion: The Gold Edition |
| États-Unis  | 16 avril 2013 | Cherrytree Records, Interscope Records | CD, LP, téléchargement digital | Version nord-américaine    |